# 通鑑舉要歷
《通鑑舉要歷》，共八十卷，北宋司馬光撰，是《資治通鑑》簡化版，此書未成，亦沒有刻本流傳，一說其稿存晁說之家中，绍兴初，谢克家任伯得而上之。《读书志》又别载《通鉴节文》六十卷，亦称光所自钞，今亦不传。